# FOSB
L'FBJ murine osteosarcoma viral oncogene homolog B, noto anche come FOSB, FosB o ΔFosB , è una proteina che, negli esseri umani, è codificata dal gene FosB.
dipendenzauno stato medico caratterizzato da ricerca compulsiva di stimoli gratificanti, nonostante le conseguenze negative
comportamento di dipendenzaun comportamento che è al tempo stesso gratificante e di rinforzo
farmaco dipendenzaun farmaco che è al tempo stesso gratificante e di rinforzo
tossicodipendenzauno stato di adattamento associato a una sindrome di astinenza al momento della cessazione dell'esposizione ripetuta a uno stimolo (ad esempio, l'assunzione di farmaci)
tolleranza inversa o sensibilizzazione al farmacol'effetto crescente di un farmaco derivante dalla somministrazione ripetuta ad una data dose
sospensione del farmacosintomi che si verificano al momento della cessazione del consumo ripetuto di sostanze
dipendenza fisicadipendenza che comprende i sintomi persistenti di astinenza fisica-somatico (ad esempio, la fatica e il delirium tremens)
dipendenza psicologicadipendenza che comprende i sintomi di astinenza emotivo-motivazionali (ad esempio, disforia e anedonia)
stimoli rinforzostimoli che aumentano la probabilità di comportamenti ripetuti associati loro
stimoli gratificantistimoli che il cervello interpreta come intrinsecamente positivo o come qualcosa a cui avvicinarsi
sensibilizzazioneuna risposta aumentata a uno stimolo derivante dalla ripetuta esposizione ad esso
disturbo da uso di sostanzeuna condizione in cui l'uso di sostanze porta a una compromissione funzionale significativa o disagio
tolleranzala diminuzione dell'effetto di un farmaco dovuto alla somministrazione ripetuta ad una data dose
La famiglia di geni FOS è composta da 4 forme: FOS, FosB, FOSL1, e FOSL2. Questi geni codificano proteine cerniera di leucine  che può dimerizzare proteine della famiglia JUN (ad esempio, c-Jun, Jund), formando così il fattore di trascrizione complesso AP-1. Come tali, le proteine FOS sono state implicate nella regolazione della proliferazione cellulare, differenziamento e trasformazione. FosB e il suo splicing alternativo ΔFosB e Δ2ΔFosB sono tutti coinvolti nell'osteosclerosi, anche se Δ2ΔFosB manca di un noto dominio di transattivazione, impedendogli di influenzare la trascrizione genica attraverso il complesso AP-1.
La variante di splicing ΔFosB è stata identificata giuocare un ruolo centrale e cruciale (condizione necessaria e sufficiente)  nello sviluppo e il mantenimento di un comportamento patologico e nella plasticità neurale coinvolta nella dipendenza comportamentale (associata con ricompense naturali) e la dipendenza .